# Tayce
Tayce Szura-Radix (Newport, País de Gales, 28 de maio de 1994), conhecida apenas pelo nome Tayce, é uma drag queen, rapper e modelo galesa e britânica. É reconhecida por ter competido na segunda temporada do programa de televisão RuPaul's Drag Race UK, no qual ficou em segundo lugar.

## Carreira

### 2017–2020: Pré-Drag Race UK

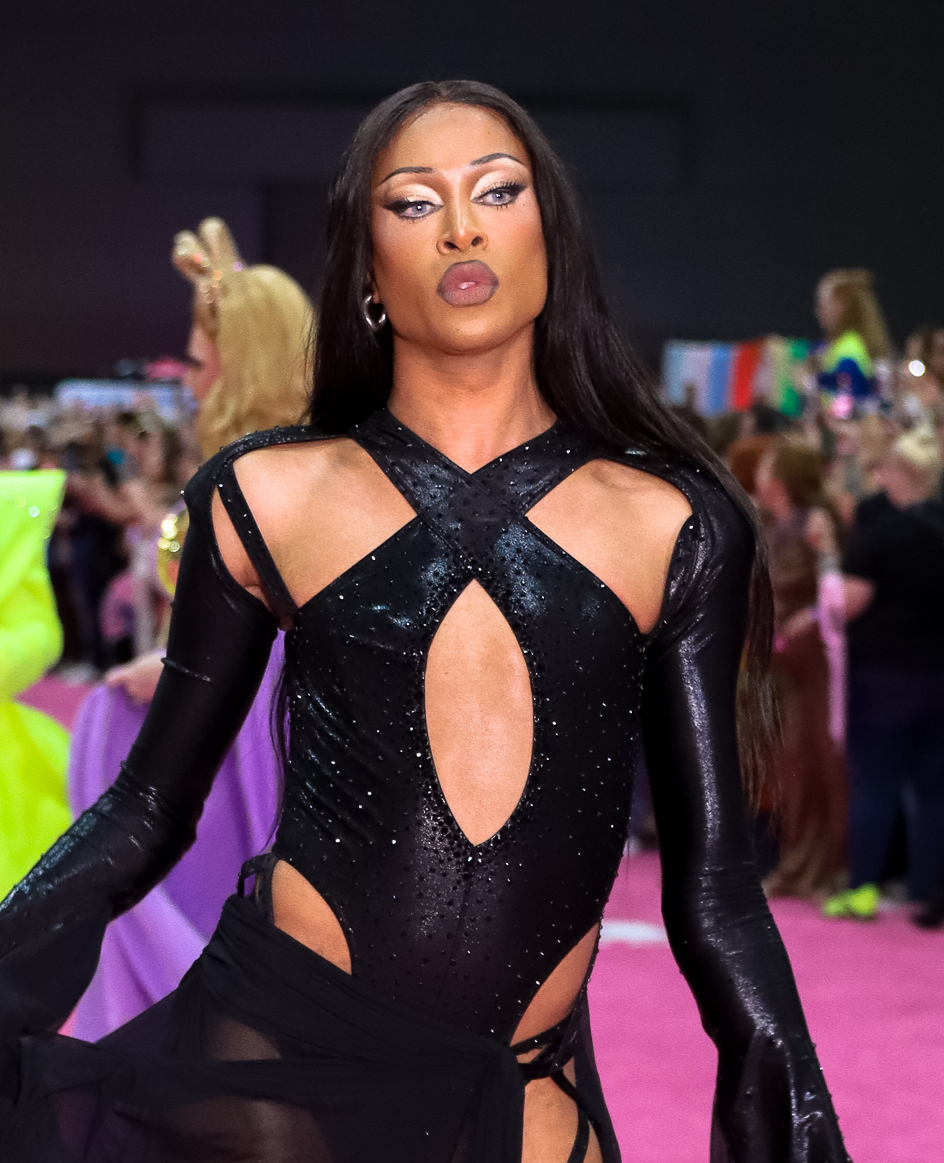
Taycfe no evento DragCon de 2023

Mudou-se para Londres no final da sua adolescência e tornou-se drag queen profissional a tempo inteiro em 2017, quando em junho desse mesmo ano, foi destacada pela revista <i id="mwKA">QX</i>, que se referiu à artista como "a nova estrela drag mais promissora de Londres". Um ano depois, tornou-se na primeira rainha a integrar o elenco fixo do Bougie Drag Brunch, passando a actuar ao lado de outras drag queens conhecidas, como Honey Foxx e Cara Melle.
Em janeiro de 2020, foi convidada para ir à inauguração de RuPaul's DragCon UK, onde se apresentou ao lado de várias outras performers de drag, incluindo a vice-campeã da 9ª temporada de RuPaul's Drag Race e vencedora da 5ª temporada de RuPaul's Drag Race All Stars, Shea Couleé e Ore-Ho no palco principal.

### 2020–2021:Drag Race UKTemporada 2
Em dezembro de 2020, Tayce foi anunciada como uma das doze concorrentes da segunda temporada de RuPaul's Drag Race UK, a franquia britânica do programa norte-americano de sucesso RuPaul's Drag Race. Durante a competição, venceu o desafio principal do Episódio 5, "<i>The RuRuvision Song Contest</i>", juntamente com A'Whora, Bimini Bon-Boulash e Lawrence Chaney. No entanto, também ficou entre as "duas últimas" classificadas por quatro ocasiões, tendo que realizar a prova de lip sync para continuar na competição, vencendo as provas contra Cherry Valentine, Sister Sister e A'Whora. A sua performance contra Cherry Valentine, ao som de "Memory" do musical Cats, tornou-se viral. A sua quarta prova contra Ellie Diamond foi declarada uma "dupla-shantay", o que significou que nenhuma das concorrentes seria eliminada. Tayce foi a primeira concorrente do RuPaul's Drag Race UK a sobreviver a quatro lip syncs e vencer três delas, sendo por isso frequentemente chamada de "lip sync assassin" (assassina do playback). Foi uma das finalistas, ao lado de Bimini Bon-Boulash, que ficou em segundo lugar, sendo Lawrence Chaney a vencedora da temporada.

### 2021–presente: Sucesso pós-Drag Race
Em maio de 2021, foi uma das artistas de destaque no Drive Time Drag, um show drag drive-in que ocorreu durante a pandemia, sendo um dos primeiros do gênero no Reino Unido,e em julho, embarcou na United Kingdolls Tour, com A'Whora, Bimini Bon-Boulash e Lawrence Chaney, seguindo-se em fevereiro de 2022 a RuPaul's Drag Race UK: The Official Tour, junto com todo o elenco da segunda temporada do programa televisivo, em associação com a World of Wonder e a promotora Voss Events.
Em setembro de 2022, lançou uma turnê a solo pelo Reino Unido, intitulada The Assassination Tour e um ano depois, em 2023, juntou-se à digressão Night of the Living Drag da Voss Events pelos Estados Unidos, ao lado de vários ex-concorrentes de franquias internacionais de RuPaul's Drag Race. 
Em dezembro de 2024, competiu no <i id="mwig">Strictly Come Dancing</i> Christmas Special, ao lado do dançarino profissional Kai Widdrington, tornando-se na primeira drag queen a competir no programa. O casal obteve a pontuação máxima dos quatro jurados e foi eleito o duo vencedor.

## Outros empreendimentos

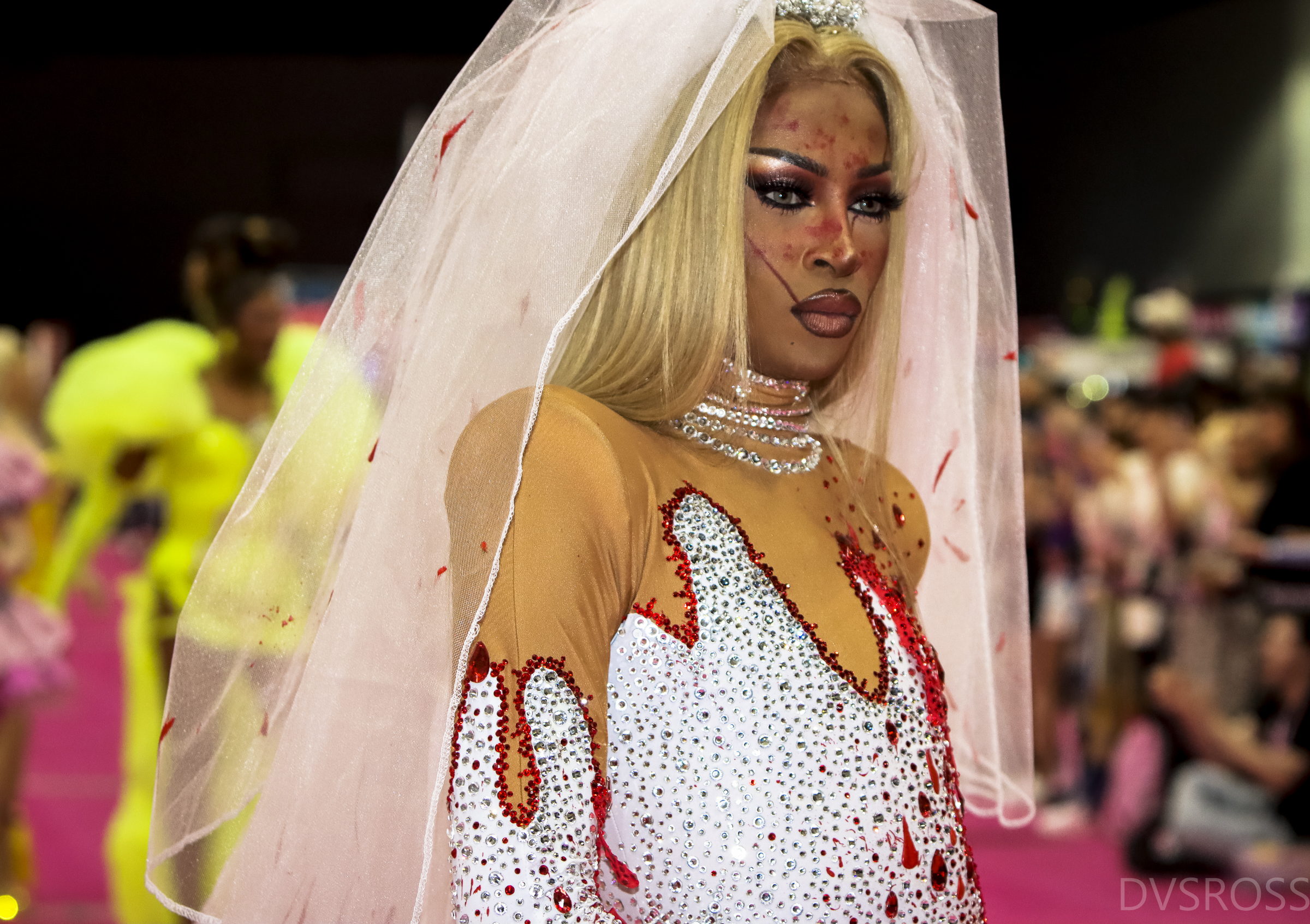
Tayce na RuPaul's DragCon LA, 2022

### Embaixadora de Marca
Em março de 2021, foi anunciada como embaixadora da campanha "Open That Cola!" da Coca-Cola no Reino Unido.
Um mês depois, ao lado de A'Whora, lançou a The Bluebella Pride Collection, uma linha de lingerie da marca Bluebella. Os lucros das receitas da campanha foram doados ao Kaleidoscope Trust, uma organização britânica sem fins lucrativos que promove a abolição das leis anti-gays na Comunidade Britânica. Ainda 2021, Tayce fez parceria com a marca de moda Nasty Gal, do grupo Boohoo (atual Debehams Group), para uma coleção temporária de 60 peças de gênero neutro.
Em abril de 2022, uniu-se à Absolut Vodka, Chet Lo e ao Institute of Digital Fashion para a campanha #BornToMix, na qual Tayce modelou um vestido digital desenhado por Chet Lo.

### Moda
Tayce está atualmente assinada com a Models 1, a maior agência de modelos da Europa, tendo desfilado para marcas de luxo, como Richard Quinn, The Blonds, EgonLab e Namilia, ou sido modelo em duas campanhas de fragrâncias da Jean Paul Gaultier.

### Apresentação Televisiva e Radiofónica
Colabora frequentemente com a BBC (especialmente na BBC Radio 1 e na BBC Sounds, tendo em agosto de 2021 apresentado o programa matinal de sábado na BBC Radio, ao lado de Clara Amfo, como parte do Drag Day, onde também apresentaram as ex-colegas concorrentes de Tayce: Bimini Bon-Boulash e Lawrence Chaney, bem como a DJ Jodie Harsh. Tayce também apresentou um programa baseado na atenção plena, em colaboração com a BBC Radio 1 Relax.
Desde 2021, apresenta o Queerpiphany da MTV ao lado de Munroe Bergdorf.
Em junho de 2024, apresentou o documentário da Sky TV ''Striking With Pride - United at the Coal Face'', onde conta às crianças a história verdadeira por detrás do filme de 2015, Pride.

### Música
Em dezembro de 2022, lançou o seu primeiro single de rap, "Swagzilla", e, em novembro de 2023, participou no single "For You Only" de Jan Sport.

## Vida pessoal
O seu pai é Roger Radix, ex-baixista da banda Wham!.
Tayce atualmente reside em Streatham, sul de Londres, Inglaterra.
No episódio oito de RuPaul's Drag Race UK, Tayce falou abertamente sobre como o diagnóstico de clamídia e gonorreia aos 18 anos e como a doença prejudicou a sua autoestima e alterou as suas percepções sobre relacionamentos e sexualidade, nomeadamente devido a sentimentos de vergonha e culpa. A franqueza de Tayce ao discutir esta experiência foi elogiada por quebrar estigmas em torno das infecções sexualmente transmissíveis, inclusive pela Terrence Higgins Trust, uma instituição de caridade britânica.
Tayce é assumidamente gay e usa os pronomes ela/dela quando está em drag, e os pronomes ele/dele no dia a dia.  

## Filmografia

### Televisão
| Ano  | Título                                         | Papel                                                                          | Notas                      | Ref    |
| ---- | ---------------------------------------------- | ------------------------------------------------------------------------------ | -------------------------- | ------ |
| 2019 | Your Face or Mine                              |                                                                                | Série 5, Episódio 6        | [ 38 ] |
| 2021 | RuPaul's Drag Race Reino Unido                 | Concorrente                                                                    | Vice-campeã da Temporada 2 | [ 2 ]  |
| 2021 | Richard Quinn Outono/Inverno 2021              | Participação especial                                                          |                            | [ 39 ] |
| 2021 | Googlebox                                      |                                                                                | com Tia Kofi               | [ 40 ] |
| 2021 | Queerpiphany                                   | Co-anfitriã                                                                    | [ 41 ]                     |        |
| 2021 | Be Here, Be Queer                              | Especial Netflix                                                               | [ 42 ]                     |        |
| 2023 | The National Lottery's New Year's Eve Big Bash | ao lado de Baga Chipz, Cheryl Hole, Kitty Scott-Claus e Cara Melle             | [ 43 ]                     |        |
| 2024 | Striking With Pride - United at the Coal Face  | Sky Documentaries, Story Films, ao lado de Jonathon Blake, Beaufort male Choir | [ 44 ]                     |        |

### Vídeos musicais
Como artista principal
| Ano  | Título      | Ref    |
| ---- | ----------- | ------ |
| 2023 | "Swagzilla" | [ 45 ] |

Como aparição especial
| Ano  | Título                                                                   | Artista      | Ref    |
| ---- | ------------------------------------------------------------------------ | ------------ | ------ |
| 2020 | "Levitating" (Remix de The Blessed Madonna com Madonna e Missy Elliott ) | Dua Lipa     | [ 46 ] |
| 2020 | "Baby"                                                                   | Madison Beer | [ 47 ] |
| 2021 | "My House"                                                               | Jodie Harsh  | [ 48 ] |
| 2021 | "Confetti"                                                               | Little Mix   | [ 49 ] |
| 2025 | "Pogo"                                                                   | Brooke Candy | [ 50 ] |

### Rádio
| Ano  | Título                                          | Papel | Notas       | Ref    |
| ---- | ----------------------------------------------- | ----- | ----------- | ------ |
| 2021 | Café da manhã na Rádio 1 com Tayce e Clara Amfo |       | Rádio BBC 1 | [ 26 ] |

### Websérie
| Ano  | Título               | Papel                    | Notas   | Ref    |
| ---- | -------------------- | ------------------------ | ------- | ------ |
| 2019 | The Gold Rush        |                          | TrashTV | [ 51 ] |
| 2021 | Cosmo Queens UK      | Cosmopolitan Reino Unido | [ 52 ]  |        |
| 2022 | God Shave the Queens | Featured queen           | [ 53 ]  |        |
| 2022 | Bring Back My Girls  | Convidada                | [ 54 ]  |        |
| 2024 | Very Delta           | Convidada                | [ 55 ]  |        |

## Discografia

### Como artista principal
| Título      | Ano  | Picos       | Picos | Álbum |
| Título      | Ano  | Reino Unido | UK <span about="#mwt324" data-cx="[{&quot;adapted&quot;:true,&quot;partial&quot;:false,&quot;targetExists&quot;:true,&quot;mandatoryTargetParams&quot;:[],&quot;optionalTargetParams&quot;:[]}]" data-mw="{&quot;parts&quot;:[{&quot;template&quot;:{&quot;target&quot;:{&quot;wt&quot;:&quot;Small&quot;,&quot;href&quot;:&quot;./Predefinição:Small&quot;},&quot;params&quot;:{&quot;1&quot;:{&quot;wt&quot;:&quot;Big Top 40&quot;}},&quot;i&quot;:0}}]}" data-ve-no-generated-contents="true" id="mwAlI" style="font-size:85%;" typeof="mw:Transclusion">Big Top 40</span> | Álbum |
| ----------- | ---- | ----------- | --- | ----- |
| "Swagzilla" | 2022 | —           | — |       |

### Como artista convidada
| Título                                                         | Ano  | Picos       | Picos | Álbum            |
| Título                                                         | Ano  | Reino Unido | UK<br> <span about="#mwt338" data-cx="[{&quot;adapted&quot;:true,&quot;partial&quot;:false,&quot;targetExists&quot;:true,&quot;mandatoryTargetParams&quot;:[],&quot;optionalTargetParams&quot;:[]}]" data-mw="{&quot;parts&quot;:[{&quot;template&quot;:{&quot;target&quot;:{&quot;wt&quot;:&quot;Small&quot;,&quot;href&quot;:&quot;./Predefinição:Small&quot;},&quot;params&quot;:{&quot;1&quot;:{&quot;wt&quot;:&quot;Big Top 40&quot;}},&quot;i&quot;:0}}]}" data-ve-no-generated-contents="true" id="mwAnY" style="font-size:85%;" typeof="mw:Transclusion">Big Top 40</span> | Álbum            |
| -------------------------------------------------------------- | ---- | ----------- | --- | ---------------- |
| "UK Hun?" (com o elenco de RuPaul's Drag Race UK)              | 2021 | 27          | 3 |                  |
| "A Little Bit of Love" (com o elenco de RuPaul's Drag Race UK) | 2021 | —           | — |                  |
| "For You Only" (Jan feat. Tayce)                               | 2023 | —           | — | Single sem álbum |

## Teatro e digressões
| Ano  | Título                                       | Promotor                      | Localidades | Ref    |
| ---- | -------------------------------------------- | ----------------------------- | --- | ------ |
| 2021 | Drive Time Drag                              | The Parking Lot Social        | Bristol, Cheltenham, Coventry | [ 10 ] |
| 2021 | United Kingdolls The Tour                    | Klub Kids                     | Birmingham, Cardiff, Glasgow, Leeds, Liverpool, London, Manchester, Sheffield | [ 11 ] |
| 2021 | MODE                                         | Klub Kids                     | Amsterdam, Cardiff, London, Manchester | [ 61 ] |
| 2022 | RuPaul's Drag Race UK: The Official Tour     | Voss Events / World Of Wonder | Ipswich, Oxford, Edinburgh, Glasgow, Newcastle, Nottingham, Bournemouth, Southend, Manchester, Sheffield, Blackpool, Llandudno, Birmingham, Cardiff, Liverpool, Basingstoke, Portsmouth, Plymouth, London, Derby, Bristol, Bradford, Aberdeen, Southampton, Stockton, Brighton, Newport                                                                                      | [ 12 ] |
| 2022 | United Kingdolls Tour                        | ITD Events / Klub Kids        | Sydney, Adelaide, Melbourne, Brisbane, Auckland, Wellington | [ 62 ] |
| 2022 | Tayce: The Assassination Tour                | Klub Kids                     | London, Reading, Southampton, Bristol, Torquay, Nottingham, Birmingham, Sheffield, Leeds, Manchester, Liverpool, Dundee, Glasgow, Newcastle, Cardiff | [ 63 ] |
| 2023 | RuPaul's Drag Race: Night of the Living Drag | Voss Events                   | Niagara Falls, ON, Waterbury, CT, Portland, ME, Albany, NY, Roanoke, VA, Norfolk, VA, Atlantic City, NJ, Bethlehem, PA, Charleston, WV, Evansville, IN, Saint Louis, MO, Ames, IA, Fort Wayne, IN, Nashville, TN, Knoxville, TN, Chattanooga, TN, Shreveport, LA, Baton Rouge, LA, Mobile, AL, Birmingham, AL, Memphis, TN, Hammond, IN, Toledo, OH, Hanover, MD, Newark, NJ | [ 64 ] |

## Prêmios e nomeações
| Cerimônia de premiação           | Ano  | Trabalhar | Categoria      | Resultado |
| -------------------------------- | ---- | --------- | -------------- | --------- |
| Prêmios de videoclipes de Berlim | 2023 | Swagzilla | Melhor Bizarro | Nomeado   |

## Links externos
- MEET THE QUEENS: Tayce no YouTube
- Tayce no Instagram
- Tayce no X